# Włodzimierz Schmidt
Włodzimierz Kazimierz Schmidt (ur. 10 kwietnia 1943 w Poznaniu, zm. 1 kwietnia 2023 tamże) – polski szachista, działacz i trener szachowy (FIDE Senior Trainer od 2004), arcymistrz od 1976 roku.

## Kariera szachowa
Syn Alfonsa i Ireny. Poznał szachy w wieku dziewięciu lat, dwa lata później podjął treningi w poznańskim klubie „Ogniwo”. W 1955 r. odnosi pierwszy szachowy sukces, zajmując drugie miejsce w turnieju młodzików swojego klubu. Rok później zdobywa mistrzostwo szkół podstawowych Poznania. W latach 1957–1960 w czterech występach w finałach mistrzostw Polski juniorów zdobył dwa tytuły mistrza i jeden wicemistrza kraju. W 1961 r. wziął udział w mistrzostwach świata juniorów w Hadze, gdzie poniósł trzy porażki i zajął w grupie eliminacyjnej ostatnie miejsce, a w całym turnieju sklasyfikował się na 24 miejscu. W 1962 r. udanie zadebiutował w finale indywidualnych mistrzostw Polski, zajmując trzecie miejsce. Na kilka lat ograniczył udział w rozgrywkach szachowych, więcej uwagi poświęcając studiom na wydziale elektrycznym Politechniki Poznańskiej. W 1966 r. ponownie awansował do finału mistrzostw Polski i przez następne trzydzieści lat był stałym uczestnikiem tych rozgrywek. Spośród rekordowej liczby dwudziestu ośmiu występów, niemal we wszystkich odgrywał pierwszoplanową rolę, zdobywając łącznie 15 medali: 7 złotych (1971, 1974, 1975, 1981, 1988, 1990, 1994), 2 srebrne (1977, 1980) oraz 6 brązowych (1962, 1967, 1968, 1970, 1976, 1978). Po raz ostatni zwyciężył w finałowym turnieju trzydzieści dwa lata po swoim debiucie. Był również siedemnastokrotnym medalistą drużynowych mistrzostw Polski, w tym siedmiokrotnie złotym (1973, 1974, 1975, 1976, 1977, 1979, 1981).
Wielokrotnie reprezentował Polskę w rozgrywkach drużynowych, m.in.:
- czternastokrotnie na olimpiadach szachowych (w latach 1962, 1964, 1968, 1970, 1972, 1974, 1978, 1980, 1982, 1984, 1986, 1988, 1990, 1994)[3],
- trzykrotnie na drużynowych mistrzostwach Europy (w latach 1973, 1989, 1992)[4],
- trzykrotnie na drużynowych mistrzostwach świata studentów (w latach 1962, 1963, 1964)[5],
- na turnieju o Puchar Nordycki (Nordic Cup) (w roku 1989); medalista: wspólnie z drużyną – brązowy (1989)[6].

Tytuł mistrza międzynarodowego uzyskał w 1968 roku – za osiągnięcia na olimpiadzie w Lugano oraz na turnieju pamięci Akiby Rubbinsteina w Polanicy-Zdroju w 1968 roku. W 1973 r. zrezygnował z pracy naukowej na Politechnice Poznańskiej na rzecz profesjonalnej kariery szachowej. W tymże roku, na turnieju w Lipsku, jako pierwszy polski szachista (nie licząc nominowanych w 1950 r. Akiby Rubinsteina, Ksawerego Tartakowera i Mieczysława Najdorfa) wypełnił normę arcymistrzowską. Międzynarodowa Federacja Szachowa przyznała mu tytuł arcymistrza w 1976 r., po ponownym wypełnieniu normy w memoriale Akiby Rubinsteina w Polanicy-Zdroju.
Włodzimierz Schmidt znany był z gruntownego przygotowania teoretycznego i dobrej techniki, a także wyjątkowego refleksu (był szesnastokrotnym mistrzem Polski w szachach błyskawicznych). Był trenerem (w 2004 r. otrzymał jako pierwszy Polak trenerski tytuł FIDE Senior Trainer) i działaczem szachowym a w latach 1999–2004 i 2009–2023  wiceprezesem Polskiego Związku Szachowego do spraw sportowych.
Najwyższy ranking w karierze osiągnął 1 stycznia 1978 r., z wynikiem 2505 punktów dzielił wówczas 89–97. miejsce na światowej liście FIDE, jednocześnie zajmując 1. miejsce wśród polskich szachistów.

## Styl gry
Schmidt jest szachistą reprezentującym tzw. czysty, pozycyjny styl gry. Jednakże dąży przy tym do wykorzystania wszystkich elementów taktycznych, zawartych w konkretnej pozycji. Najczęściej wybieranymi przez niego debiutami były: partia angielska, otwarcie Retiego, obrona Grünfelda, obrona sycylijska i obrona królewsko-indyjska.